# 下穆勒恩
下穆勒恩是瑞士的城鎮，位於該國中西部，由伯恩州負責管轄，面積7.25平方公里，七成半土地是農業用地，海拔高度829米，2011年人口477，人口密度每平方公里66人。